# Могушков, Муса Хож-Ахматович
Муса́ Хож-Ахма́тович (Хож-Ахме́тович) Могушко́в (род. 6 февраля 1988, Назрань, Чечено-Ингушская АССР) — российский дзюдоист, трёхкратный призёр чемпионатов мира, многократный призёр чемпионатов Европы, Заслуженный мастер спорта России. Член сборной команды страны с 2007 года. Выпускник Тюменского юридического института МВД России.

## Биография
Ингуш. Родился 6 февраля 1988 года в Назрани. Дзюдо начал заниматься в 10 лет. Его первым тренером был И. А. Кодзоев.
В конце 2008 года Муса переехал в Тюмень, перевёлся на III курс Тюменского юридического института МВД РФ, где продолжил занятия дзюдо у заслуженного тренера России Николая Хохлова в Центре олимпийской подготовки «Тюмень-Дзюдо».
Выступая за Тюменскую область, стал чемпионом России 2009 года по дзюдо среди спортсменов до 23 лет во Владикавказе. На турнире «Большого шлема», прошедшем в мае 2009 года в Москве, занял 5 место. В Анконе (Италия) на Кубке мира по дзюдо завоевал бронзовую медаль.
В июле 2009 года на международном турнире «Большой шлем» в Бразилии занял третье место.
18 июня 2009 года присвоено звание «Мастера спорта России международного класса».
23 августа 2011 года на чемпионате мира в Париже завоевал бронзовую медаль в весовой категории до 66 кг.
На летних Олимпийских играх 2012 года в Лондоне в 1/16 финала проиграл борцу из Азербайджана Тарлану Керимову и выбыл из дальнейшей борьбы.
В апреле 2021 года на чемпионате Европы в столице Португалии, в весовой категории до 73 кг, в поединке за 3-е место, победил спортсмена из Турции Билала Чилоглу и завоевал бронзовую медаль турнира.
На Олимпиаде в Токио Могушков в 1/16 финала проиграл представителю Азербайджана Рустаму Оруждеву и выбыл из борьбы за медали.

## Спортивные результаты
- 2003 год
  - Первенство России по дзюдо среди юношей в городе Кстово — .
- 2004 год
  - Первенство России по дзюдо среди юношей в Магнитогорске — .
- 2005 год
  - V место на первенстве России по дзюдо среди юниоров в Перми.
- 2006 год
  - Первенство России по дзюдо среди юниоров в Брянске — .
  - Международный турнир по дзюдо среди юниоров в Австрии — .
  - 7—8 место на первенстве мира по дзюдо среди юниоров (Доминиканская Республика).
- 2007 год
  - Первенство Европы по дзюдо среди юниоров в Чехии — .
  - Чемпионат России по дзюдо 2007 года в Санкт-Петербурге — .
  - Этап Суперкубка мира в Москве — .
- 2008 год
  - Первенство России среди молодёжи в Нальчике — .
  - Чемпионат России по дзюдо 2008 года в Волгограде — .
  - Суперкубок мира в Роттердаме — .
- 2009 год
  - Всероссийский турнир в городе Анапа — ;
  - Всероссийский турнир в городе Назрань — ;
  - Первенство России до 23 лет во Владикавказе — ;
  - Кубок мира в Италии— ;
  - Кубок мира Большого шлема в Бразилии— ;
  - Открытый чемпионат Германии— ;
  - Командный чемпионат Европы в Будапеште (Венгрия) — ;
  - Первенство Европы до 23 лет — ;
  - Чемпионат России среди образовательных учреждений МВД в Краснодаре — ;
  - Клубный командный чемпионат Европы в Германии — ;
- 2010 год
  - Международный турнир серии «мастерс» по дзюдо в Южной Корее — ;
  - Кубок мира по дзюдо среди мужчин в Сан-Паулу (Бразилия) — ;
  - Кубок Большого шлема по дзюдо в Москве — ;
  - Клубный командный чемпионат Европы по дзюдо (Чебоксары, клуб «Явара-Нева») — ;
  - Кубок Большого шлема по дзюдо (Токио) — ;
- 2011 год
  - Кубок Большого шлема по дзюдо (Москва) — ;
  - Кубок Большого шлема по дзюдо (Рио-де-Жанейро) — ;
  - Чемпионат мира по дзюдо (Париж) — ;
  - Кубок Большого шлема по дзюдо (Япония) — ;
- 2012 год
  - Командный чемпионат Европы (Челябинск) — ;
  - Кубок мира по дзюдо (Мадрид) — ;
  - Турнир «ECCO Judo Hero Challenge» (Тюмень) — ;
  - Участие в ХХХ Олимпийских Играх (Лондон);
- 2013 год
  - Гран-при по дзюдо (Самсун) — ;
  - Командный чемпионат Европы по дзюдо (Будапешт) — ;
- 2018 год
  - Чемпионат МВД России — .